# Cmentarz żydowski w Głogówku
Cmentarz żydowski w Głogówku – kirkut z XIX wieku przy ul. Olszynka w Głogówku w powiecie prudnickim, wpisany do rejestru zabytków nieruchomych województwa opolskiego.

## Historia
Cmentarz został założony w 1821. Ma powierzchnię 0,4 ha. Jest otoczony ogrodzeniem z siatki. Zachowało się 65 nagrobków, z których najstarszy pochodzi z roku założenia nekropolii i kryje szczątki Gitel Löwe. Ostatni pochówek miał miejsce w 1936. W czasach PRL nekropolia uległa znacznej dewastacji.